# Kanada na Letnich Igrzyskach Olimpijskich 1904
Kanadę na III Letnich Igrzyskach Olimpijskich w roku 1904 w Saint Louis reprezentowało 56 sportowców startujących w 6 dyscyplinach.

## Zdobyte medale
| Medal  | Zawodnik | Dyscyplina    | Konkurencja               | Rezultat                               |
| ------ | --- | ------------- | ------------------------- | -------------------------------------- |
| Złoto  | George Ducker Jack Fraser John Gourlay Alexander Hall Albert Johnston Bobby Lane Ernest Linton Gordon McDonald Fred Steep Tom Taylor William Twaits Red Henderson Otto Christman        | Piłka nożna   | mężczyźni                 | Wystąpili pod nazwą Galt Football Club |
| Złoto  | Étienne Desmarteau | Lekkoatletyka | Rzut ciężarem 56 funtowym | 10,46 m                                |
| Złoto  | George Lyon | Golf          | mężczyźni indywidualnie   |                                        |
| Złoto  | Élie Blanchard William Brennagh George Bretz William Burns George Cattanach George Cloutier Alexander Cowan John Flett Benjamin Jamieson Stuart Laidlaw Hilliard Lyle Lawrence Pentland | Lacrosse      |                           |                                        |
| Srebro | Arthur Bailey John Rice George Reiffenstein Philip Boyd George Strange William Wadsworth Donald MacKenzie Joseph Wright Thomas Loudon (S)                                               | Wioślarstwo   | męska ósemka              |                                        |
| Brąz   | Almighty Voice Black Eagle Black Howk Flat Iron Half Moon Lightfoot Man Afraid Soap Night Hawk Rain in Face Red Jacket Snake Eater Spotted Tail                                         | Lacrosse      |                           |                                        |

## skład kadry

### Golf
- George Lyon – mężczyźni indywidualnie - 1. miejsce,
- Albert Edison Austin – mężczyźni indywidualnie - dyskwalifikacja,
- Albert William Austin – mężczyźni indywidualnie - dyskwalifikacja

### Lacrosse
- Élie Blanchard, William Brennagh, George Bretz, William Burns, George Cattanach, George Cloutier, Alexander Cowan, John Flett, Benjamin Jamieson, Stuart Laidlaw, Hilliard Lyle, Lawrence Pentland – 1. miejsce
- Almighty Voice, Black Eagle, Black Hawk, Flat Iron, Half Moon, Lightfoot, Man Afraid Soap, Night Hawk, Rain in Face, Red Jacket, Snake Eater, Spotted Tail

### Lekkoatletyka
- Bobby Kerr – bieg na 60 m - odpadł w eliminacjach, bieg na 100 m - odpadł w eliminacjach, bieg na 200 m - odpadł w eliminacjach,
- Percival Molson – bieg na 400 m - odpadł w eliminacjach,
- Peter Deer – bieg na 800 m - odpadł w eliminacjach, bieg na 1500 m - 6. miejsce,
- John Peck – bieg na 800 m - odpadł w eliminacjach,
- Percy Hagerman – trójskok - 6. miejsce, skok w dal - 6. miejsce
- Étienne Desmarteau – rzut ciężarem 56 funtowym - 1. miejsce

### Piłka nożna
- George Ducker, Jack Fraser, John Gourlay, Alexander Hall, Albert Johston, Bobby Lane, Ernest Linton, Gordon McDonald, Fred Steep, Tom Taylor, William Twaits, Red Henderson, Otto Christman – 1. miejsce

### Wioślarstwo
- Arthur Bailey, John Rice, George Reiffenstein, Philip Boyd, George Strange, William Wadsworth, Donald MacKenzie, Joseph Wright, Thomas Loudon (S) – ósemka - 2. miejsce

### Zapasy
- Frederick Ferguson – kategoria kogucia (do 56,70 kg) – odpadł w eliminacjach,
- Frederick Ferguson - kategoria piórkowa (do 61,24 kg) – 4. miejsce